# Polyscias scutellaria
Espèce
Polyscias scutellaria, aussi appelé Bagayou des vieux, est une espèce de plantes à fleurs de la famille des araliacées. C'est un arbuste trouvé en Nouvelle-Calédonie.

## Description
L'espèce se présente comme un arbuste aux feuilles rondes et ondulées, qui peut dépasser les trois mètres de haut.

## Usages et symbolique
Dans la culture kanak, cette espèce est symbole de protection et de respect des lois. Plantée à l'entrée des cases, elle fait l'objet d'utilisations traditionnelles.
Le nom vernaculaire de Bagayou des vieux vient du fait que les hommes enlevaient autrefois leur étui pénien (bagayou) pour la nuit et le remplaçaient par des feuilles de cette espèce.